# Cantonul Sainte-Anne
Cantonul Sainte-Anne este un canton din arondismentul Le Marin, Martinica, Franța.

## Comune
| Comune      | Populație (1999) | Cod poștal | Cod INSEE |
| ----------- | ---------------- | ---------- | --------- |
| Sainte-Anne | 4.703            | 97227      | 97226     |